# Боланден
Боланден (нім. Bolanden) — громада в Німеччині, розташована в землі Рейнланд-Пфальц. Входить до складу району Доннерсберг. Складова частина об'єднання громад Кірхгаймболанден.
Площа — 17,44 км2. Населення становить 2510 ос. (станом на 31 грудня 2020).

## Галерея

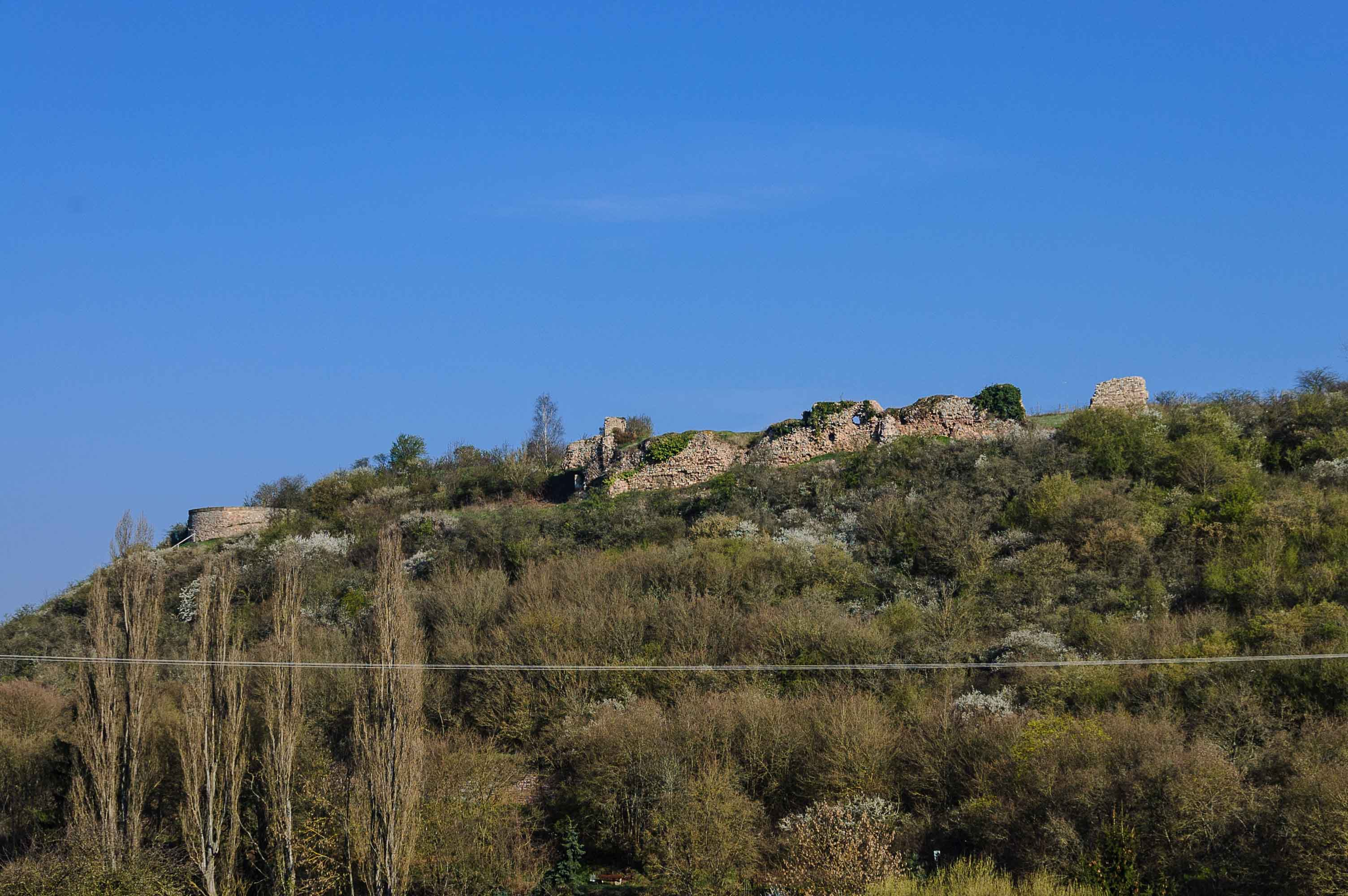
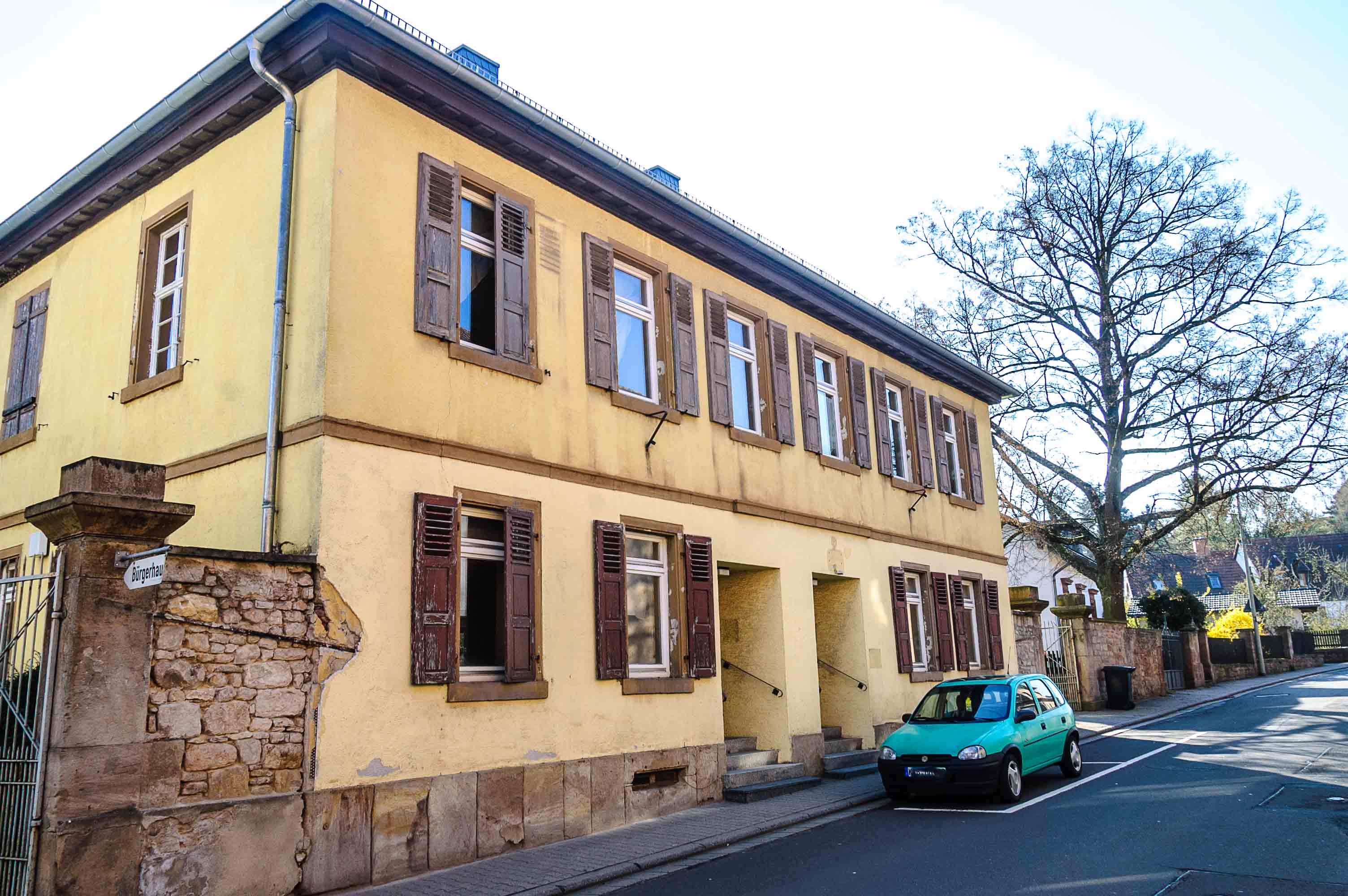
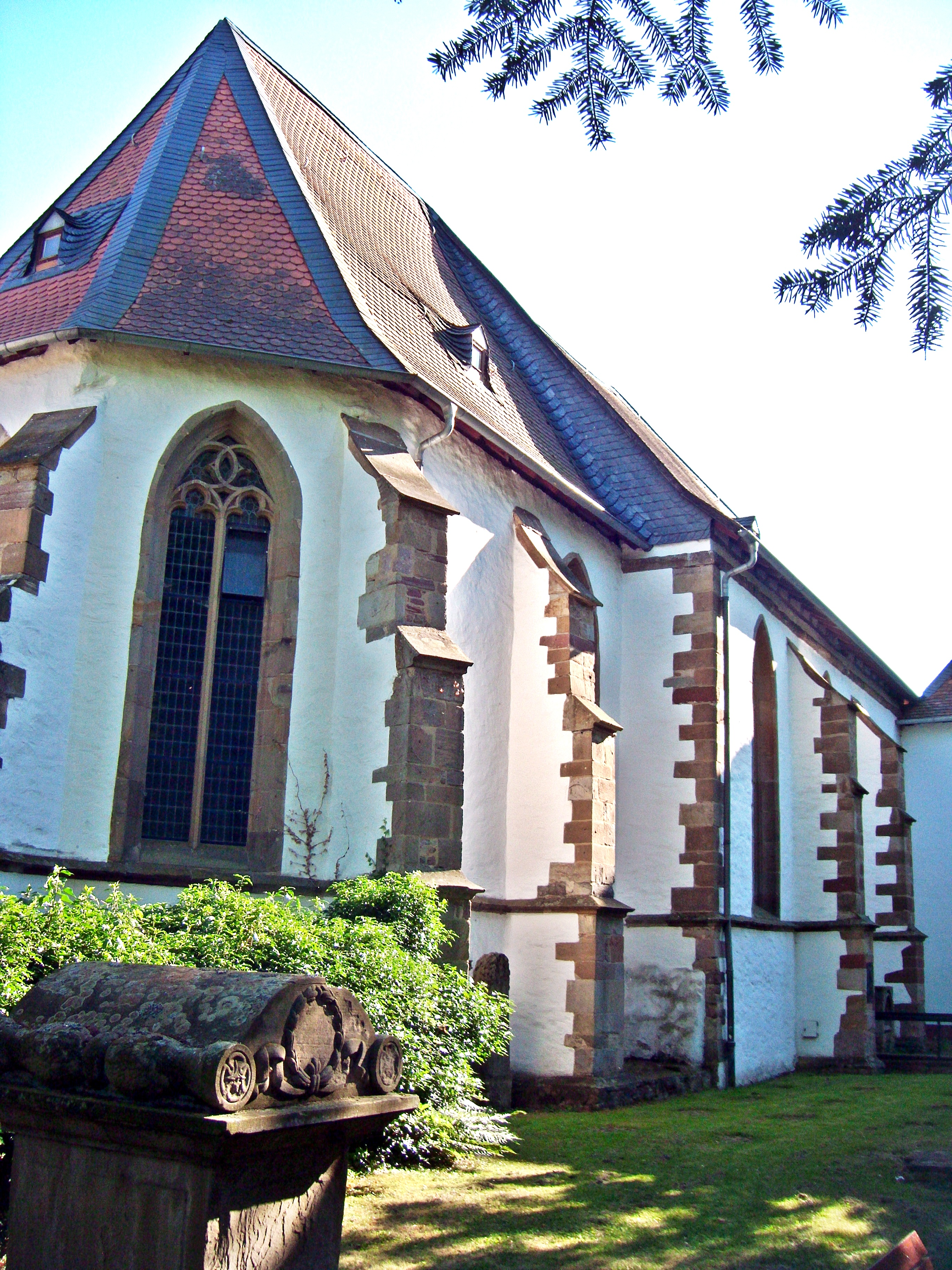